# Burgdorferkrieg
Der Burgdorferkrieg von 1383 bis 1384 war ein Konflikt zwischen der Stadt Bern und Rudolf II., Graf von Neu-Kyburg, um die Vormacht in der Landgrafschaft Burgund.
Zum Ausbruch dieses Konflikts kam es durch einen unbedachten und missglückten Überfall des Grafen Rudolf auf Solothurn am 11. November 1382, mit dem er als Haupt der hochverschuldeten Grafenfamilie die Herausgabe von Pfändern hatte erzwingen wollen (Solothurner Mordnacht). Mit diesem Angriff auf die verbündete Stadt Solothurn bot er für Bern den willkommenen Anlass zur Abrechnung mit Neu-Kyburg. 
Zuerst erfolgten Angriffe auf kyburgische Dienstleute im Emmental und Oberaargau und Ende März 1383 setzte Bern zum Hauptstoss auf das kyburgische Verwaltungszentrum, dem Schloss und der Stadt Burgdorf, an. Das bernisch-solothurnische Heer mit Verstärkung aus den Waldstätten, Luzern, Zürich, Savoyen und Neuenburg belagerte die Stadt und griff mit Wurfmaschinen und mit Kanonen an. Burgdorf widerstand unter Führung Berchtolds I. der 45-tägigen Belagerung. Auch der Waffenstillstand vom 21. April 1383 zwischen Bern und der Bürgerschaft von Burgdorf blieb erfolglos.
Schliesslich musste der Krieg wegen der enormen Kriegslasten und Bürgerunruhen beendet werden. Durch Annahme einer eidgenössischen Vermittlung erwarb Bern für die von den Eidgenossen im Kaufvertrag vom 5. April 1384 festgesetzte hohe Summe von 37.800 Gulden die Städte und Schlösser Burgdorf und Thun. Damit besass Bern nun die Tore zum Emmental und Oberland sowie die grössten Märkte der Gegend. 
Mit dem Frieden vom 7. April 1384 wurde der Konflikt beigelegt, wobei aber Graf von Neu-Kyburg zum Burgrecht im bernischen Laupen gezwungen wurde und seine Bewegungsfreiheit massiv beschnitten wurde.
Während des Burgdorferkriegs ist zum ersten Mal bezeugt, dass es auf Berner Seite zum Einsatz von Pulvergeschützen kam.